# 博登施泰数
博登施泰数（英語：Bodenstein number）是化学工程中描述流体流动特征的无量纲数。符号为Bo，由德国物理化学家马克思·博登施泰命名。其描述的是流体的本体质量流动与轴向扩散之间的关系，即对流引起的物质的量与扩散引起的物质的量之比。其表征了系统中的返混（backmixing）程度，说明了化学反应器中物质是否以及有多少体积因主体流动而混合。博登施泰数描述的是停留时间分布特征的无量纲数
在数学上，博登施泰数有两种极端的理想情况，通常实际达不到：
- {\displaystyle Bo=0} 表示流体在反应器中完全返混，即全混流反应器
- {\displaystyle Bo=\infty } 表示流体在反应器中完全不返混，发生理想流动，即理想活塞流反应器[3]。

通过控制反应器内的流速可以将博登施泰数调节到预先计算的期望值，从而达到反应器中物质所需的返混程度。

## 确定
博登施泰数由下式得到
{\displaystyle {\mathit {Bo}}={\frac {u\cdot L}{D_{\mathrm {ax} }}}}
其中
- {\displaystyle u}: 流速
- {\displaystyle L}: 反应器长度
- {\displaystyle D_{\mathrm {ax} }}: 轴向扩散系数

在开放系统中，可以通过测定停留时间分布得到博登施泰数大小：
{\displaystyle \sigma _{\theta }^{2}={\frac {\sigma ^{2}}{\tau ^{2}}}={\frac {2}{\mathit {Bo}}}+{\frac {8}{{\mathit {Bo}}^{2}}}}
其中，
- {\displaystyle \sigma _{\theta }^{2}}:   无因次方差
- {\displaystyle \sigma ^{2}}: 停留时间方差
- {\displaystyle \tau }: 停留时间

## 注意
博登施泰数与佩克莱特数在定义上非常相似，但博登施泰数一般描述流体的质量传递和用于填充床反应器中。
在定义上差别：
{\displaystyle \mathrm {Pe} =\mathrm {Re} \mathrm {Pr} },
{\displaystyle \mathrm {Bo} =\mathrm {Re} \,\mathrm {Sc} }
其中
{\displaystyle \mathrm {Re} }为雷诺数，{\displaystyle \mathrm {Pr} }为普朗特数，{\displaystyle \mathrm {Sc} }为施密特数。